# Frank Delgado
Frank Delgado (Los Ángeles, California, 29 de noviembre de 1970) es el DJ de la banda californiana Deftones.

## Biografía

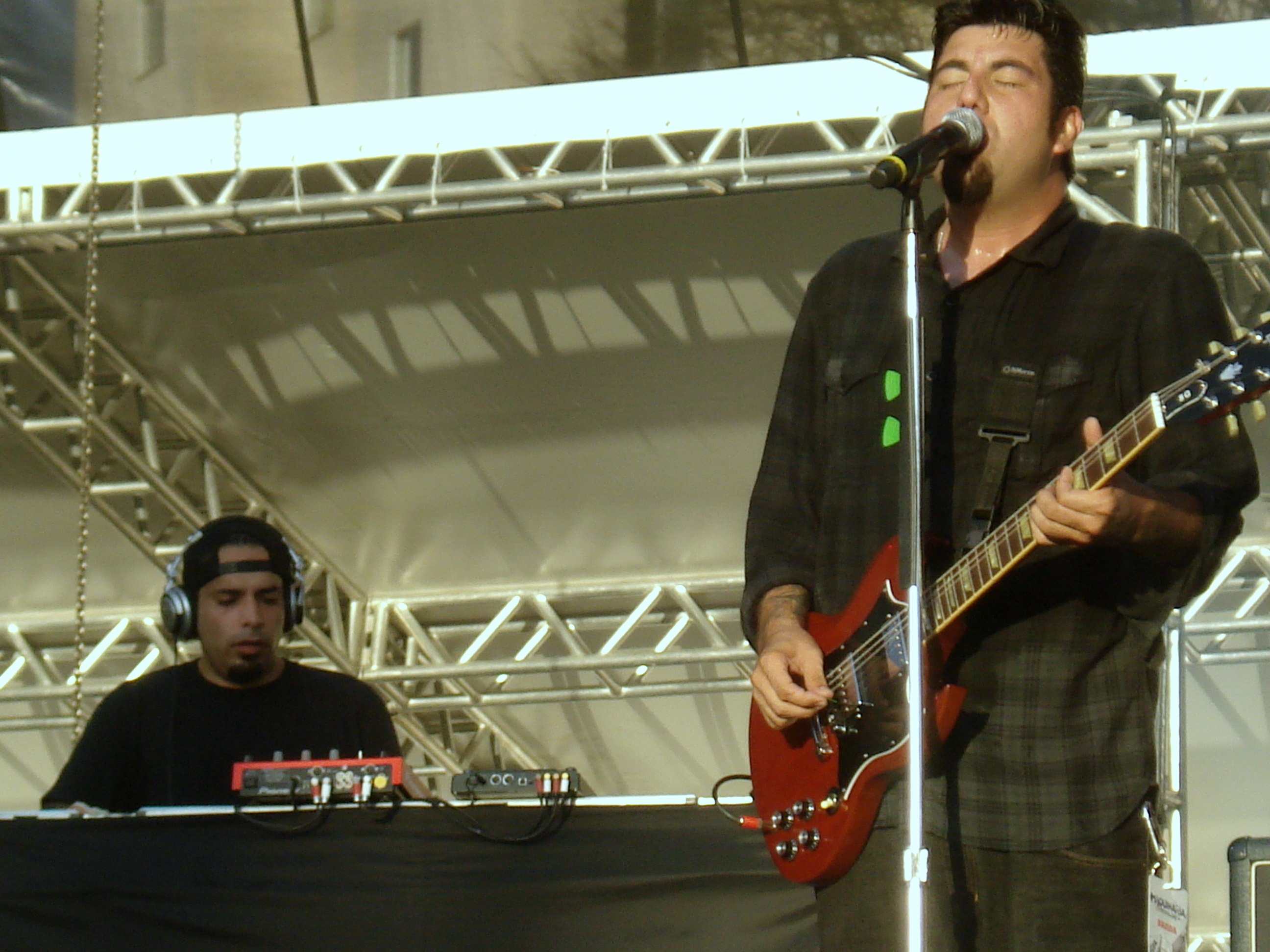
Frank (a la izquierda) en un ensayo con Deftones en 2009.

De origen latino, Frank Delgado colaboró por primera vez con Deftones en la grabación del primer disco Adrenaline. Participó en los efectos de sonido de algunas canciones, en este y en el siguiente álbum, Around the Fur. Para la tercera entrega, White Pony, ya era un miembro oficial de la banda. Sin embargo, según sus propias palabras, no fue hasta el álbum homónimo cuando se sintió 100 % un miembro de Deftones. La entrada de Delgado en Deftones fue fundamental para asegurar el sonido tan personal y característico de la banda de Chino Moreno.
Delgado forma parte también de un colectivo de los DJ llamado Decibel Devils con DJ Crook (este último colaboró en el tema "Lucky You" del álbum Deftones. Actualmente está casado con Stacy Delgado y vive en Sacramento, California, donde es padre de familia.